# Lagoa Biguá
Lagoa Biguá é uma lagoa brasileira localizada no município de Osório, no estado do Rio Grande do Sul.